# Alan Allport

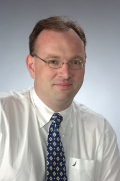
Alan Allport

Alan Allport (Whiston, 1970) is een Brits historicus die zich vooral bezighoudt met de relatie tussen oorlog en maatschappij tijdens de twee wereldoorlogen. Hij is geboren in Whiston, Merseyside en verhuisde naar de Verenigde Staten in 1994. Allport behaalde in 2007 de graad van Doctor of Philosophy in de geschiedenis aan de Universiteit van Pennsylvania en momenteel doceert hij aan de Universiteit van Syracuse. Zijn eerste boek, Demobbed: Coming Home After the Second World War, een studie over hoe de militaire demobilisatie na 1945 ervaren werd door het Britse volk, werd uitgegeven door Yale University Press in 2009 en won in 2010 de Longman-History Today Book of the Year Award.